# Pic Sunshine
Pour les articles homonymes, voir Sunshine.
Le pic Sunshine, en anglais Sunshine Peak, est un sommet montagneux américain dans le comté de Hinsdale, au Colorado. Il culmine à 4 268 mètres d'altitude dans les monts San Juan.